# Wybory w 2008
Wybory w 2008 – lista ogólnokrajowych wyborów i referendów, które przeprowadzone zostały w 2008 roku w suwerennych (de iure bądź de facto) państwach i ich terytoriach zależnych.

## Styczeń
| Data             | Państwo             | Wybory                   | Uwagi                 |
| ---------------- | ------------------- | ------------------------ | --------------------- |
| 5 stycznia       | Gruzja              | prezydenckie referendum  |                       |
| 7 stycznia       | Wyspy Marshalla     | prezydenckie             | wybór przez parlament |
| 9 stycznia       | Kosowo              | prezydenckie             | wybór przez parlament |
| 12 stycznia      | Republika Chińska   | parlamentarne referendum |                       |
| 15 stycznia      | Barbados            | parlamentarne            |                       |
| 17 – 19 stycznia | Tokelau             | parlamentarne            |                       |
| 19 stycznia      | Wyspy Owcze         | parlamentarne            |                       |
| 20 stycznia      | Kuba                | parlamentarne            |                       |
| 20 stycznia      | Serbia              | prezydenckie             | I tura                |
| 27 stycznia      | Polinezja Francuska | parlamentarne            | I tura                |

## Luty
| Data             | Państwo             | Wybory                   | Uwagi                 |
| ---------------- | ------------------- | ------------------------ | --------------------- |
| 3 lutego         | Monako              | parlamentarne            |                       |
| 3 lutego         | Serbia              | prezydenckie             | II tura               |
| 7 lutego         | Belize              | parlamentarne referendum |                       |
| 8, 9 i 15 lutego | Czechy              | prezydenckie             | wybór przez parlament |
| 8 lutego         | Dżibuti             | parlamentarne            |                       |
| 10 lutego        | Polinezja Francuska | parlamentarne            | II tura               |
| 11 lutego        | Trynidad i Tobago   | prezydenckie             | wybór przez parlament |
| 17–19 lutego     | Sahara Zachodnia    | parlamentarne            |                       |
| 17, 24 lutego    | Cypr                | prezydenckie             |                       |
| 18 lutego        | Pakistan            | parlamentarne            |                       |
| 19 lutego        | Armenia             | prezydenckie             |                       |
| 24 lutego        | Kuba                | prezydenckie             | wybór przez parlament |
| 24 lutego        | Polinezja Francuska | prezydenckie             | wybór przez parlament |
| 24 lutego        | Szwajcaria          | referendum               |                       |

## Marzec
| Data        | Państwo   | Wybory                     | Uwagi    |
| ----------- | --------- | -------------------------- | -------- |
| 2 marca     | Rosja     | prezydenckie               |          |
| 2 marca     | Tajlandia | parlamentarne              |          |
| 8 marca     | Malezja   | parlamentarne              |          |
| 8 marca     | Malta     | parlamentarne              |          |
| 9 marca     | Hiszpania | parlamentarne              |          |
| 9 marca     | Węgry     | referendum                 |          |
| 9, 16 marca | Majotta   | parlamentarne              |          |
| 14 marca    | Iran      | parlamentarne              | I tura   |
| 22 marca    | Tajwan    | prezydenckie referendum    |          |
| 24 marca    | Bhutan    | parlamentarne              |          |
| 29 marca    | Zimbabwe  | prezydenckie parlamentarne | I tura . |

## Kwiecień
| Data           | Państwo          | Wybory                     | Uwagi   |
| -------------- | ---------------- | -------------------------- | ------- |
| 6 kwietnia     | Czarnogóra       | prezydenckie               |         |
| 9 kwietnia     | Korea Południowa | parlamentarne              |         |
| 10 kwietnia    | Nepal            | parlamentarne              |         |
| 13–14 kwietnia | Włochy           | parlamentarne              |         |
| 20 kwietnia    | Paragwaj         | prezydenckie parlamentarne |         |
| 23–24 kwietnia | Tonga            | parlamentarne              |         |
| 25 kwietnia    | Iran             | parlamentarne              | II tura |
| 26 kwietnia    | Nauru            | parlamentarne              |         |
| 30 kwietnia    | Tuvalu           | referendum                 |         |

## Maj
| Data        | Państwo          | Wybory        | Uwagi                 |
| ----------- | ---------------- | ------------- | --------------------- |
| 4 maja      | Gwinea Równikowa | parlamentarne |                       |
| 10, 24 maja | Mjanma           | referendum    |                       |
| 11 maja     | Serbia           | parlamentarne |                       |
| 16 maja     | Dominikana       | prezydenckie  |                       |
| 17 maja     | Kuwejt           | parlamentarne |                       |
| 21 maja     | Gruzja           | parlamentarne |                       |
| 25 maja     | Liban            | prezydenckie  | wybór przez parlament |

## Czerwiec
| Data       | Państwo    | Wybory        | Uwagi   |
| ---------- | ---------- | ------------- | ------- |
| 1 czerwca  | Macedonia  | parlamentarne |         |
| 1 czerwca  | Szwajcaria | referendum    |         |
| 7 czerwca  | Niue       | parlamentarne |         |
| 12 czerwca | Irlandia   | referendum    |         |
| 22 czerwca | Słowenia   | referendum    |         |
| 27 czerwca | Zimbabwe   | prezydenckie  | II tura |
| 29 czerwca | Mongolia   | parlamentarne |         |

## Lipiec
| Data              | Państwo  | Wybory        | Uwagi                                 |
| ----------------- | -------- | ------------- | ------------------------------------- |
| 8 lipca           | Grenada  | parlamentarne |                                       |
| 19 lipca 21 lipca | Nepal    | prezydenckie  | I tura, wybór przez parlament II tura |
| 27 lipca          | Kambodża | parlamentarne |                                       |

## Sierpień
| Data           | Państwo        | Wybory        | Uwagi            |
| -------------- | -------------- | ------------- | ---------------- |
| 2, 23 sierpnia | Łotwa          | referenda     |                  |
| 5 sierpnia     | Kongo          | senackie      | wybory pośrednie |
| 5 sierpnia     | Korea Północna | parlamentarne |                  |
| 10 sierpnia    | Boliwia        | referendum    |                  |

## Wrzesień
| Data           | Państwo   | Wybory        | Uwagi                          |
| -------------- | --------- | ------------- | ------------------------------ |
| 2 września     | Vanuatu   | parlamentarne |                                |
| 5-6 września   | Angola    | parlamentarne |                                |
| 6 września     | Pakistan  | prezydenckie  | wybór przez Kolegium Elekcyjne |
| 7 września     | Hongkong  | parlamentarne |                                |
| 15–18 września | Rwanda    | parlamentarne |                                |
| 19 września    | Mauritius | prezydenckie  | wybór przez parlament          |
| 19 września    | Suazi     | parlamentarne |                                |
| 21 września    | Francja   | senackie      | wybory pośrednie               |
| 21 września    | Słowenia  | parlamentarne |                                |
| 25 września    | RPA       | prezydenckie  | wybór przez parlament          |
| 28 września    | Austria   | parlamentarne |                                |
| 28 września    | Białoruś  | parlamentarne |                                |
| 28 września    | Ekwador   | referendum    |                                |

## Październik
| Data                     | Państwo     | Wybory                   | Uwagi                 |
| ------------------------ | ----------- | ------------------------ | --------------------- |
| 8 października           | Malediwy    | prezydenckie             | I tura                |
| 12 października          | Litwa       | parlamentarne referendum | I tura .              |
| 14 października          | Kanada      | parlamentarne            |                       |
| 15 października          | Azerbejdżan | prezydenckie             |                       |
| 15 października          | Jersey      | parlamentarne referendum | I tura .              |
| 17–18 24–25 października | Czechy      | senackie                 |                       |
| 26 października          | Litwa       | parlamentarne            | II tura               |
| 29 października          | Malediwy    | prezydenckie             | I tura                |
| 30 października          | Zambia      | prezydenckie             | wybór przez parlament |

## Listopad
| Data         | Państwo                              | Wybory                       | Uwagi    |
| ------------ | ------------------------------------ | ---------------------------- | -------- |
| 4 listopada  | Palau                                | prezydenckie parlamentarne   |          |
| 4 listopada  | USA                                  | prezydenckie parlamentarne   |          |
| 4 listopada  | Guam                                 | parlamentarne                |          |
| 4 listopada  | Portoryko                            | gubernatorskie parlamentarne |          |
| 4 listopada  | Samoa Amerykańskie                   | gubernatorskie parlamentarne | I tura . |
| 4 listopada  | Wyspy Dziewicze Stanów Zjednoczonych | parlamentarne                |          |
| 8 listopada  | Nowa Zelandia                        | parlamentarne                |          |
| 9 listopada  | San Marino                           | parlamentarne                |          |
| 16 listopada | Gwinea Bissau                        | parlamentarne                |          |
| 18 listopada | Samoa Amerykańskie                   | gubernatorskie               | II tura  |
| 25 listopada | Grenlandia                           | referendum                   |          |
| 30 listopada | Rumunia                              | parlamentarne                |          |
| 30 listopada | Szwajcaria                           | referendum                   |          |

## Grudzień
| Data                  | Państwo      | Wybory                     | Uwagi          |
| --------------------- | ------------ | -------------------------- | -------------- |
| 7 grudnia             | Ghana        | prezydenckie parlamentarne | I tura .       |
| 14 grudnia 28 grudnia | Turkmenistan | parlamentarne              | I tura II tura |
| 28 grudnia            | Ghana        | prezydenckie               | II tura        |
| 29 grudnia            | Bangladesz   | parlamentarne              |                |